# Associació estel·lar de l'Ossa Major
L'associació estel·lar de l'Ossa Major (Colinder 285) és l'associació estel·lar més propera al sistema solar en situar-se el seu nucli a uns 75-80 anys llum de distància. Són un grup d'estels amb velocitats similars i que es traslladen juntes a l'espai en direcció a la constel·lació de l'arquer o sagitari, per la qual cosa posseeixen un mateix origen i la seva edat s'ha estimat entre 300 i 500 milions d'anys. Inclou molts estels brillants, la major part de les del carro de l'Ossa Major excepte Dubhe (α UMa) i Alkaid (η UMa).

## Descobriment
L'associació estel·lar de l'Ossa Major va ser descoberta en 1869 per Richard A. Proctor, qui va observar que, excepte Dubhe i Benetnasch, tots els estels de l'Ossa Major tenen moviments propis apuntant a un punt comú en Sagitari. Per això, l'Ossa Major, a diferència d'altres constel·lacions, està composta majorment per estels relacionats entre si.

## Característiques i constituents
Tots els estels de l'associació estel·lar de l'Ossa Major estan aproximadament en el mateix sector de la Via Làctia, movent-se aproximadament en una mateixa direcció i posseint velocitats similars entorn dels 14 km/s, encara que la velocitat relativa respecte al Sol és de 29 km/s. Contenen aproximadament la mateixa metal·licitat i tenen edats molt similars, la qual cosa fa pressuposar que formen un cúmul obert i tenen un origen comú, sobre la base de les edats calculades dels estels constituents, format a partir d'una nebulosa. Des de llavors, el grup s'ha anat dispersant per una regió d'uns 30 × 18 anys llum, el nucli del qual està a uns 75-80 anys llum, la qual cosa fa que sigui l'associació estel·lar més propera a la Terra.
El sistema solar malgrat la seva proximitat, es manté en la vora del cúmul estel·lar, no formant part d'aquesta associació, en posseir un moviment propi diferent i en direcció a l'ápex proper a l'estel Vega. El sistema solar és unes 10 vegades més antic. De fet, fa 40 milions d'anys estava molt allunyat d'aquest cúmul estel·lar.

### Estels del nucli
La major part dels estels del carro de l'Ossa Major integren el nucli d'aquesta associació estel·lar. Destaquen de les més brillants (menys de la tercera magnitud) tots aquests estels del carro:
- Alioth (ε Ursae Majoris) com a estel més brillant amb una magnitud aparent de +1.77 i a una distància de 83 anys llum.
- Sistema múltiple de Mizar (ζ Ursae Majoris) amb una magnitud conjunta de +2.23 a 81 anys llum.
- Merak (β Ursae Majoris) a 80 anys llum i amb una magnitud aparent de +2.37.
- Phecda (γ Ursae Majoris) a 84 anys llum i magnitud aparent de +2.44.

Dels 14 estels de nucli, tots, excepte HD 109647 (de la constel·lació dels Llebrers), són de l'Ossa Major.
| Nom tradicional | Constel·lació | Bayer | Flamsteed | HD     | HIP   | vis.mag. | Distància en anys llum | classe | Observacions                                            |
| --------------- | ------------- | ----- | --------- | ------ | ----- | -------- | ---------------------- | ------ | ------------------------------------------------------- |
| ε UMa           | Ossa Major    | ε     | 77        | 112185 | 62956 | 1.76     | 81                     | A0     | Alioth                                                  |
| ζ UMa A         | Ossa Major    | ζ     | 79        | 116656 | 65378 | 22.23    | 78                     | A2     | Mizar, Mizat, Mirza, Mitsar, Vasistha(sistema múltiple) |
| β UMa           | Ossa Major    | β     | 48        | 95418  | 53910 | 2.34     | 79                     | A1     | Merak, Mirak                                            |
| 1UMa            | Ossa Major    | γ     | 64        | 103287 | 58001 | 2.41     | 84                     | A0V SB | Phad, Phecda, Phegda, Phekha, Phacd                     |
| δ UMa           | Ossa Major    | δ     | 69        | 106591 | 59774 | 3.32     | 81                     | A3     | Megrez, Kaffa                                           |
| ζ UMa B         | Ossa Major    | ζ     | 79        | 116657 |       | 3.95     |                        |        | Forma part del sistema quàdruple de Mizar               |
| 80 UMa          | Ossa Major    | g     | 80        | 116842 | 65477 | 3.99     | 81                     | A5V SB | Alcor, Saidak, Suha, Arundhati(sistema binari)          |
| 78 UMa          | Ossa Major    |       | 78        | 113139 | 63503 | 4.93     | 81                     | F2     |                                                         |
| 37 UMa          | Ossa Major    |       | 37        | 91480  | 51814 | 5.16     | 86                     | F1     |                                                         |
| HD 115043       | Ossa Major    |       |           | 115043 | 64532 | 6.82     | 84                     | G1     | Gliese 503.2                                            |
| HD 109011       | Ossa Major    |       |           | 109011 | 61100 | 8.10     | 77                     | K2     | variable NO UMa                                         |
| HD 110463       | Ossa Major    |       |           | 110463 | 61946 | 8.28     | 76                     | K3     | variable NP UMa                                         |
| HD 109647       | Cans Venatici |       |           | 109647 | 61481 | 8.53     | 86                     | K0     | variable DO CVn                                         |

### Estels de corrent
Existeix també un corrent d'estels que probablement són membres de l'associació estel·lar de l'Ossa Major encara que disperses en una gran extensió de cel (des de Cefeu a Triangle austral). Heus aquí una llista:
| Nom tradicional | Constel·lació       | Bayer | Flamsteed | HD     | HIP    | vis.mag. | Distància en anys llum | classe    | Observacions                                                                            |
| --------------- | ------------------- | ----- | --------- | ------ | ------ | -------- | ---------------------- | --------- | --------------------------------------------------------------------------------------- |
| β Aur           | Auriga              | β     | 34        | 40183  | 28360  | 1.90     | 82                     | A2        | 2Menkalinan, Menkalina                                                                  |
| α CrB           | Corona Borealis     | α     | 5         | 139006 | 76267  | 02.22    | 75                     | A0        | Alphecca, Alphacca, Alphekka, Gemma, Gnosia, Gnosia Stella Coronae, Asteroth, Ashtaroth |
| δ Aqr           | Aquarius            | δ     | 76        | 216627 | 113136 | 3.27     | 159                    | A3        | 3Skat, Scheat, Seat, Sheat                                                              |
| ζ Leo           | Leo                 | ζ     | 36        | 89025  | 50335  | 3.43     | 260                    | F0III     | Adhafera, Aldhafera, Aldhafara                                                          |
| γ Lep A         | Lepus               | γ     | 13        | 38393  | 27072  | 3.59     | 29                     | F7        |                                                                                         |
| β Ser           | Serpens             | β     | 28        | 141003 | 77233  | 3.65     | 153                    | A3        | Chow                                                                                    |
| ζ Boo A         | Bootes              | ζ     | 30        | 129246 | 71795  | 3.78     | 180                    | A3IVn     |                                                                                         |
| χ1 Ori          | Orión               | χ1    | 54        | 39587  | 27913  | 4.39     | 28                     | G0        |                                                                                         |
| ζ Boo B         | Bootes              | ζ     | 30        | 129247 |        | 4.43     | 180                    | A2III     |                                                                                         |
| 21 LMi          | Leo Minor           |       | 21        | 87696  | 49593  | 4.49     | 91                     | A7        |                                                                                         |
| χ Cet           | Cetus               | χ     | 53        | 11171  | 8497   | 4.66     | 77                     | F3III     | estel binari                                                                            |
| γ Mic           | Microscopium        | γ     | 39        | 199951 | 103738 | 4.67     | 223                    | G8III     |                                                                                         |
| ζ Crt           | Crater              | ζ     | 27        | 102070 | 57283  | 4.71     | 350                    | G8III     |                                                                                         |
| ζ TrA           | Triangulum Australe | ζ     | 31        | 147584 | 80686  | 4.90     | 39                     | F9        |                                                                                         |
| 16 Lyr          | Lyra                |       | 16        | 177196 | 93408  | 5.00     | 128                    | A7        |                                                                                         |
| 66 Tau          | Taurus              | r     | 66        | 27820  | 20522  | 5.10     | 396                    | A3        |                                                                                         |
| 59 Dra          | Draco               |       | 59        | 180777 | 94083  | 5.11     | 89                     | A9        |                                                                                         |
| 89 Psc          | Pisces              | f     | 89        | 7804   | 6061   | 5.13     | 220                    | A3        |                                                                                         |
| HD 75605        | Pyxis               |       |           | 75605  | 43352  | 5.19     | 229                    | G8III     |                                                                                         |
| 18 Boo          | Bootes              |       | 18        | 125451 | 69989  | 5.41     | 85                     | F5IV      |                                                                                         |
| HD 109799       | Hydra               |       |           | 109799 | 61621  | 5.41     | 113                    | F0        |                                                                                         |
| π¹ UMa          | Ossa Major          | π1    | 3         | 72905  | 42438  | 5.63     | 47                     | G1.5Vb    | Muscida                                                                                 |
| HD 220096       | Sculptor            |       |           | 220096 | 115312 | 5.65     | 329                    | G5IV      |                                                                                         |
| 29 Com          | Coma Berenices      |       | 29        | 111397 | 62541  | 5.71     | 402                    | A1        |                                                                                         |
| HD 18778        | Cefeo               |       |           | 118778 | 14844  | 5.92     | 202                    | A7III-IV  |                                                                                         |
| HD 165185       | Sagittarius         |       |           | 165185 | 88694  | 5.94     | 57                     | G3        | Gliese 702.1                                                                            |
| 6 Sex           | Sextans             |       | 6         | 85364  | 48341  | 6.01     | 200                    | A8III     |                                                                                         |
| HD 171746       | Hèrcules            |       |           | 171746 | 91159  | 6.21     | 112                    | G2Vv comp |                                                                                         |
| HD 26932        | Taurus              |       |           | 26932  |        | 6.23     | 69                     | G0IV      |                                                                                         |
| HD 129798       | Draco               |       |           | 129798 | 71876  | 6.24     | 139                    | F2        | variable DL Draconis                                                                    |
| 41 Vir          | Virgo               |       | 41        | 112097 | 62933  | 6.25     | 199                    | A7III     |                                                                                         |
| χ Cet B         | Cetus               | χ     | 53        | 11131  | 8486   | 6.72     | 78                     | G0        | EZ Cet                                                                                  |
| HD 71974 A      | Lynx                |       |           | 71974  | 41820  | 7.51     | 94                     | G5        |                                                                                         |
| HD 59747        | Lynx                |       |           | 59747  | 36704  | 7.70     | 64                     | G5        | DX Lyn                                                                                  |
| HD 28495        | Camelopardalis      |       |           | 28495  | 21276  | 7.76     | 90                     | G0        | MS Cam                                                                                  |
| HD 173950       | Lyra                |       |           | 173950 | 92122  | 8.08     | 121                    | G5        | V595 Lyr                                                                                |
| HIP 66459       | Cans Venatici       |       |           |        | 66459  | 9.06     | 36                     | K5        | Gliese 519                                                                              |
| HD 71974 B      | Lynx                |       |           | 71974  | 41820  | 9.09     | 94                     |           |                                                                                         |
| HD 95650        | Leo                 |       |           | 95650  | 53985  | 9.68     | 38                     | M0        | DS Leo, Gliese 410                                                                      |
| HD 238224       | Ossa Major          |       |           | 238224 | 65327  | 9.72     | 82                     | K5        | Gliese 509.1                                                                            |
| HD 13959        | Cetus               |       |           | 13959  | 10552  | 9.76     | 124                    | K2        | Gliese 91.1                                                                             |
| HD 156498       | Ophiuchus           |       |           | 156498 | 84595  | 9.98     | 271                    |           | V2369 Oph                                                                               |